# Anguillidae

Ciclo de vida de la anguila de río

Los anguílidos (Anguillidae) son una familia de peces teleósteos del orden Anguilliformes que incluye un solo género, Anguilla, conocidos vulgarmente como anguilas de río. Son peces eurihalinos que pasan parte de su vida en el mar y otra parte en los ríos, con comportamiento catádromo. Están distribuidas por la mayor parte de las aguas tropicales y templadas excepto en el este del Pacífico y sur del Atlántico. Su nombre procede del latín "anguilla", que significa "anguila".
Aparecen por primera vez en el registro fósil en el Mioceno superior, durante el Terciario superior.

## Morfología
Es un pez de cuerpo alargado que suele medir alrededor de 70 cm, aunque puede llegar a medir 2 metros. Las hembras suelen ser de mayor tamaño que los machos. Tienen la piel recubierta de una secreción mucosa que las hace muy escurridizas, dándoles su característica más conocida, además de que las protege, ya que poseen escamas microscópicas. Normalmente viven 8 años los machos y 12 las hembras.
Tras la cabeza tienen dos aletas de pequeño tamaño. El dorso es pardo verdoso, casi negro; el vientre es blanco y amarillento.

## Biología
Viven en aguas marinas y aguas salobres. Algunas especies de anguila son catádromas, es decir, emigran para desovar del agua dulce al mar, al revés que el salmón que es anádromo. El caso más llamativo lo representa la anguila europea (Anguilla anguilla), cuyos lugares para el desove están situados en el Mar de los Sargazos, lugar elegido por esta especie para la cría desde hace 140 millones de años.
Los ejemplares en la madurez reproductiva (8-10 años en las hembras y 4 en los machos) realizan un recorrido de más de 4.000 km para llegar hasta allí tras unos ocho meses, partiendo de los cauces fluviales de Europa occidental y Norteamérica. Una vez allí, machos y hembras se aparean, desovan y, finalmente, mueren. Todo el proceso se lleva a cabo a unos 500 metros de profundidad y a una temperatura de 15 °C. Los huevos depositados eclosionan a los pocos días, naciendo de estos los llamados leptocéfalos, de un tamaño inferior a la cabeza de un alfiler. Inmediatamente después del nacimiento, movidos más por las corriente del Golfo que por sus propios medios, los individuos inician la asombrosa migración de vuelta hasta los cauces fluviales desde donde partieron sus madres. Durante dicha migración muere gran cantidad de individuos, pero las puestas son mucho más numerosas, permitiendo de este modo el reemplazo generacional (9.000.000 de huevos por hembra). Tras un plazo de dos a cuatro años llegan a la desembocadura de los cauces, y al contacto con el agua menos salina, sufren una metamorfosis que los transforma en anguilas.
La salinidad del agua juega posteriormente otro papel crucial en su desarrollo, ya que determina el sexo de cada individuo. Es por ello que únicamente son hembras los individuos que remontan los cauces fluviales, permaneciendo en zonas aledañas a la desembocadura (más salinas)los machos. Entre cauces, acequias y pozos transcurre la vida de la angula mientras crece, madura y se transforma en la anguila.
Años más tarde,  una primavera, cuando el reloj biológico se lo indica, salen de su hábitat para iniciar la migración hasta el Mar de los Sargazos, cerrando así el ciclo vital. Esta migración la realizan conjuntamente machos y hembras, siendo estas aproximadamente del doble del tamaño de los primeros, y también alcanzando ellas más tarde la madurez sexual.
La base del estudio sobre el asombroso periplo de estos animales la sentó el ictiólogo danés Johannes Japetus Smith Steenstrup (1813-1897), quien durante más de veinte años se dedicó al estudio de este fenómeno. Actualmente, en la web de Radiotelevisión Española, existen dos pódcast dentro del programa de radio "La aventura de la vida" en los que, bajo el título de "La epopeya de la anguila", el Doctor Félix Rodríguez de la Fuente, narra de una forma apasionada y amena todo este proceso.

## Alimentación de las anguilas
Se alimenta de larvas de insectos, gusanos, crustáceos, moluscos, peces pequeños. Es una especie carnívora.

## Historia
En época romana y durante la Edad Media, se usaron anguilas para conservar el agua almacenada en cisternas y otros depósitos. Este hecho se debe a que las anguilas se alimentaban de las algas e insectos que crecían en dichas aguas y las mantenían en condiciones para su consumo, especialmente en momentos de sitio a las fortalezas (Historia y vida n.º 485)
En los últimos 50 años del siglo XX las anguilas vieron su población reducirse hasta solo el 1 por ciento, debido a la sobrepesca, la contaminación de las aguas y los obstáculos que encuentran al ascender los ríos, como presas o centrales hidroeléctricas.

## Gastronomía

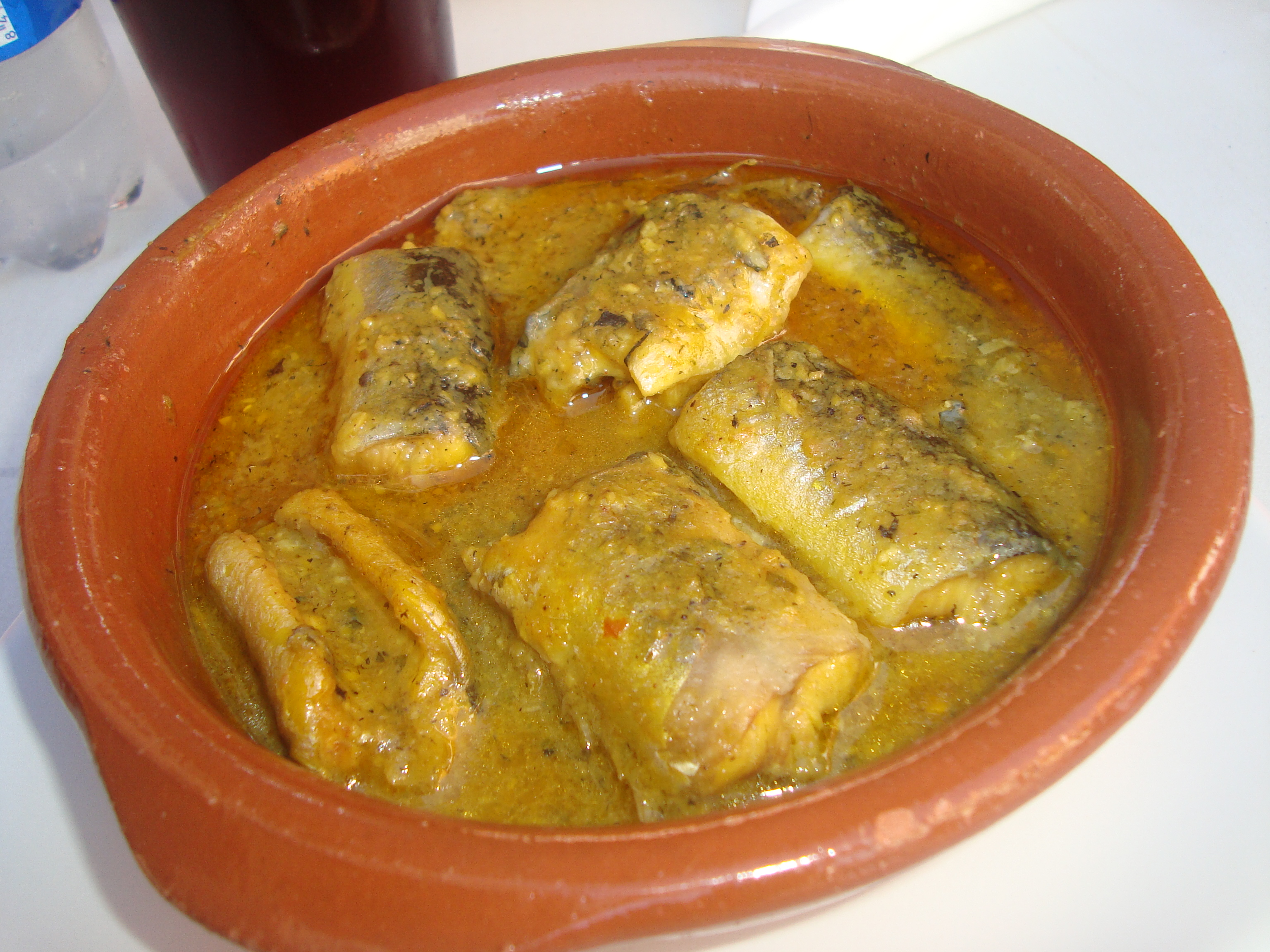
Suquet d'anguila (Comunitat Valenciana)

La anguila posee una carne sabrosa y gelatinosa que ha sido apreciada desde la antigüedad. Hoy en día alcanza precios astronómicos debido a su escasez provocada por los embalses que tachonan los ríos para la producción eléctrica. En la cocina alemana existen diferentes variedades de sopa de anguila según la variedad y región, siendo la más conocida la Hamburger Aalsuppe (Hamburgo).
En Japón es muy preciada y se prepara asada a la parrilla y cubierta con salsa dulce. Se confeccionan también galletas y pasteles, y en el verano de 2008, se lanzó al mercado una bebida gaseosa, de color amarillo, con extractos de cabeza y huesos de anguila. 
Es apreciada en diversos lugares de la cocina española, por ejemplo en el Albufera de Valencia, la anguila es muy apreciada y empleada para preparar el all i pebre de anguiles (anguilas con all i pebre salsa de ajo y pimentón). En la desembocadura del río Miño, en Galicia, se conservan algunos caneiros, estructuras de piedra en forma de canal para su captura, que se remontan a la época romana.

## Géneros y especies
Existen 21 especies agrupadas en este género y familia:
- Familia Anguillidae:
- Neoanguilla Shrestha 2008
  - Neoanguilla nepalensis Shrestha 2008

- - Género Anguilla
    - Anguilla anguilla (Linnaeus, 1758) - Anguila, anguila común o anguila europea.
    - Anguilla australis
      - Anguilla australis australis (Richardson, 1841) - Anguila australiana.
      - Anguilla australis schmidti (Philipps, 1925)

    - Anguilla bengalensis
      - Anguilla bengalensis bengalensis (Gray, 1831) - Anguila del Índico.
      - Anguilla bengalensis labiata (W. K. H. Peters, 1852) - Anguila moteada africana

    - Anguilla bicolor
      - Anguilla bicolor bicolor (McClelland, 1844) - Anguila de aleta corta.
      - Anguilla bicolor pacifica (Schmidt, 1928)

    - Anguilla breviceps (Chu y Jin, 1984)
    - Anguilla celebesensis (Kaup, 1856)
    - Anguilla dieffenbachii (Gray, 1842)
    - Anguilla interioris (Whitley, 1938)
    - Anguilla japonica  (Temminck y Schlegel, 1846) - Anguila japonesa.
    - Anguilla malgumora (Kaup, 1856)
    - Anguilla marmorata (Quoy y Gaimard, 1824) - Anguila moteada gigante.
    - Anguilla megastoma (Kaup, 1856)
    - Anguilla mossambica (Peters, 1852) - Anguila de aleta larga de África.
    - Anguilla nebulosa (McClelland, 1844)
    - Anguilla nigricans (Chu y Wu, 1984)
    - Anguilla obscura (Günther, 1872)
    - Anguilla reinhardtii (Steindachner, 1867)
    - Anguilla rostrata (Lesueur, 1817) - Anguila o anguila americana.

## Imágenes

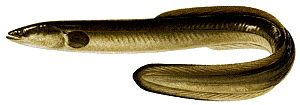
Anguila americana (Anguilla rostrata)
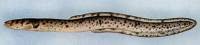
Anguila moteada gigante (Anguilla marmorata)
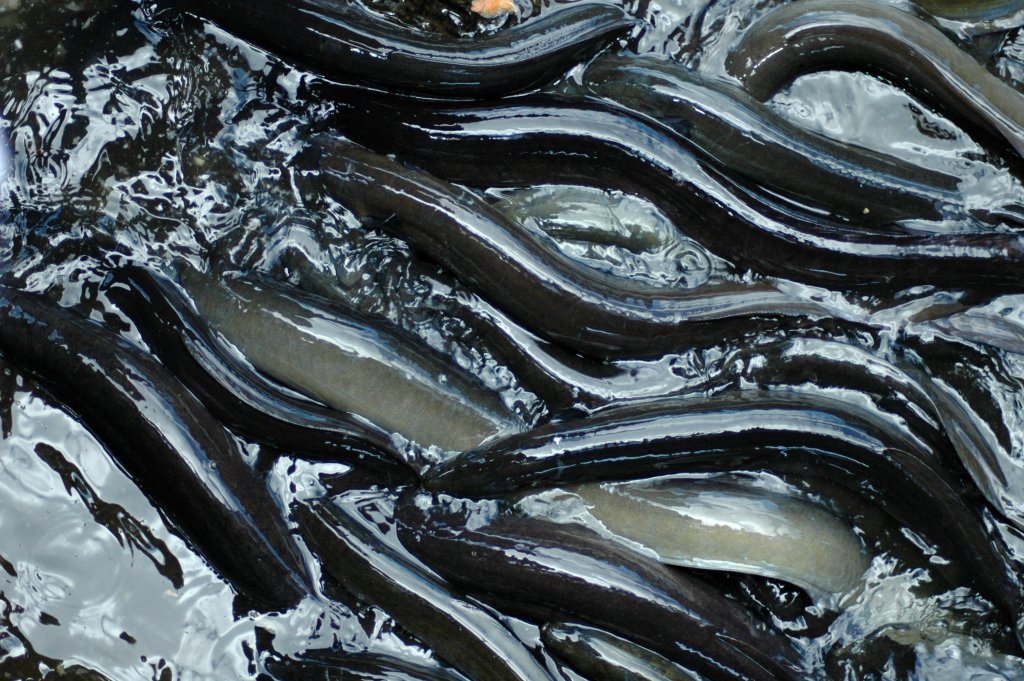
Anguilas luchando por un trozo de pan